# Centro Especial de Empleo
Los Centros Especiales de Empleo (CEE) son una figura creada por la Ley de Integración Social de los Minusválidos (LISMI), refundida en la Ley General de Discapacidad (LGD) para favorecer la inserción laboral de las personas con discapacidad en España.
Su objetivo principal es el de proporcionar a los trabajadores con discapacidad la realización de un trabajo productivo y remunerado, adecuado a sus características personales, y que facilite la integración laboral de éstos en el mercado ordinario de trabajo. Se diferencian de cualquier otra empresa ordinaria porque su plantilla está formada por, como mínimo, el 70% de personas con discapacidad. Además, trabajan para asegurar un empleo remunerado y la prestación de servicios de ajuste personal y social que requieren los trabajadores con discapacidad.
Características
- El  titular del Centro Especial de Empleo puede ser cualquier persona física o jurídica, pública o privada, incluso comunidad de bienes, con capacidad jurídica… (Sociedades mercantiles, asociaciones, fundaciones, etc.) La plantilla debe estar formada por al menos un 70% de personas con un mínimo del 33% de discapacidad y sin perjudicar el desarrollo de productivo de aquel personal imprescindible para el desarrollo de la actividad.

- Los CEE son un medio para integrar laboralmente a las personas con discapacidad en las empresas ordinarias, que es el principal fin de la política de integración laboral.

- Los CEE desarrollan distintas actividades. Inicialmente estaban ligados a la subcontratación industrial, pero poco a poco se fueron abriendo a nuevos mercados como la producción de bienes y la prestación de servicios en múltiples sectores, hasta convertirse en especialistas y líderes en algunos ámbitos.  Entre los trabajos desarrollados por personas con diferentes discapacidades encontramos la limpieza, jardinería, manipulados, textil, imprenta, telemarketing, montajes industriales, tratamiento de datos, así como la gestión integral, asesoría y consultoría o servicios de logística.

## Tipos de ayuda
Los Centros Especiales de Empleo pueden recibir ciertas ayudas y subvenciones en aras de facilitar su actividad social:
- Por creación de Centro Especial de Empleo o ampliación del mismo (Orden Ministerial de 16 de octubre de 1998).

- Por apoyo al mantenimiento de puestos de trabajo en Centro Especial de Empleo. Esta línea de ayuda se subdivide en:
  - Bonificación del 100% de la cuota empresarial a la Seguridad Social.
  - Hasta el 50% salario mínimo interprofesional (minorado en función del porcentaje de jornada laboral y de las incapacidades temporales).
  - Por adaptación de puestos de trabajo y eliminación de barreras arquitectónicas.
  - Para equilibrar y sanear financieramente a los Centros Especiales de Empleo. Sólo se puede solicitar una sola vez, salvo en el caso de CEE sin de ánimo de lucro y que sean de utilidad pública e imprescindibles.
  - Asistencia técnica gratuita destinada al mantenimiento de puestos de trabajo.
- Para las Unidades de Apoyo a la Actividad Profesional (R.D. 469/2006, de 21 de abril).

Tanto la calificación como Centro Especial de Empleo, como la gestión de las distintas líneas de ayuda (salvo la bonificación de las cuotas empresariales a la Seguridad Social) están transferidas a las comunidades autónomas, por lo que la normativa y Órganos Competentes diferirán en función de la sede de trabajo del Centro Especial de Empleo. Si el CEE tiene centros en distintas comunidades autónomas, cada sede se regirá por la normativa de la Comunidad Autónoma en que se halle.

## Normativa reguladora
- Ley 43/2006, de 29 de diciembre, para la mejora y crecimiento del empleo
- Real Decreto 469/2006 de 21 de abril, por el que se regulan las unidades de apoyo a la actividad profesional en el marco de los servicios de ajuste personal y social de los Centros Especiales de Empleo
- Real Decreto 364/2005, de 8 de abril, por el que se regula el cumplimiento alternativo con carácter excepcional de la cuota de reserva en favor de los trabajadores con discapacidad (B.O.E n.º 94, de 20 de abril), norma que regula, entre otras figuras, los enclaves laborales como medida alternativa para el cumplimiento por parte de las empresas de la citada cuota de reserva.
- Real Decreto 290/2004, de 20 de febrero, por el que se regulan los enclaves laborales como medida de fomento del empleo de las personas con discapacidad.
- Orden Ministerial de 16 de octubre de 1998, por la que se establecen las bases reguladoras para la concesión de las ayudas y subvenciones públicas destinadas al fomento de la integración laboral de las personas con discapacidad en centros especiales de empleo y trabajo autónomo.
- Real Decreto 1368/1985, de 17 de julio, por la que se regula la relación laboral de carácter especial de minusválidos que trabajen en los centros especiales de empleo.
- Real Decreto 2273/1985 de 4 de diciembre, por el que se aprueba el Reglamento de los centros especiales de empleo.
- Ley 13/1982, de 7 de abril, de Integración Social del Minusválido.